# Incidente de 15 de maio

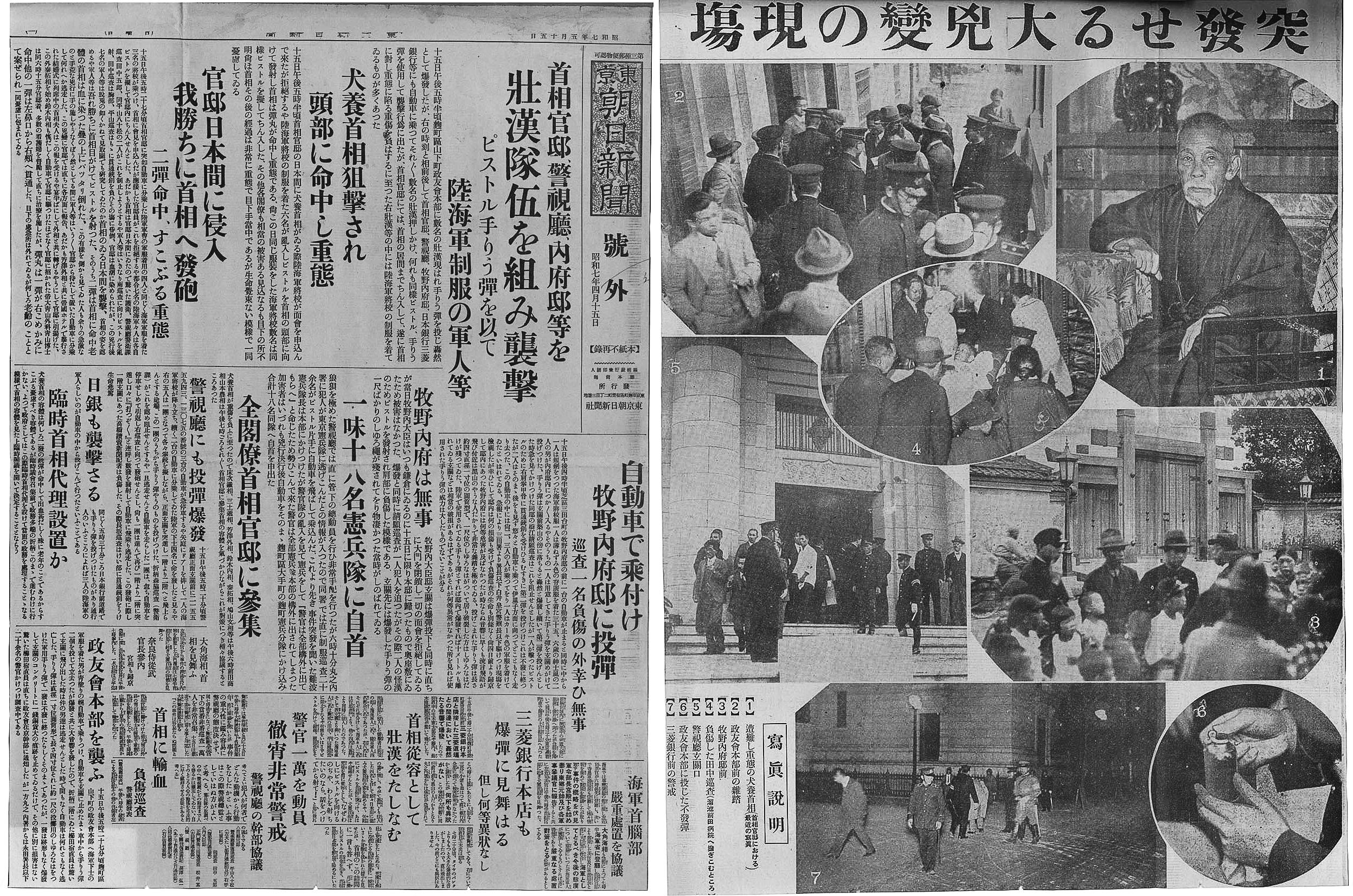
O jornal Tokyo Asahi Shimbun descrevendo o Incidente 15 de Maio e o assassinato do Primeiro-Ministro Inukai.

O Incidente 15 de Maio (五・一五事件, Goichigo Jiken) foi uma tentativa de golpe de Estado no Japão, em 15 de maio de 1932, iniciada por elementos radicais da Marinha Imperial Japonesa, auxiliados por cadetes do exército imperial japonês e civis remanescentes do Ketsumeidan Jiken (Incidente da Liga de Sangue). O primeiro-ministro Inukai Tsuyoshi foi assassinado por 11 jovens oficiais da Marinha. Seus julgamentos e o apoio popular pela população japonesa levaram a sentenças leves, fortalecendo as fações militares e enfraquecendo diretamente o estado de direito, mas também, no longo prazo, a jovem democracia japonesa.

## Antecedentes
Como resultado da ratificação do Tratado Naval de Londres, que limitava o tamanho da Marinha Imperial Japonesa, um movimento cresceu entre os oficiais mais novos de derrubar o governo e de substituí-lo pelo domínio militar. Este movimento teve paralelos na sociedade secreta Sakurakai, organizada dentro do Exército Imperial Japonês. Os oficiais navais estabeleceram contato com o ultranacionalista Inoue Nissho e seu Ketsumeidan Jiken, e, concordando com sua filosofia de trazer a Restauração Showa, seria necessário assassinar as figuras de liderança política e empresarial.
Em março de 1932, no Ketsumeidan Jiken, o grupo de Inoue conseguiram matar apenas o ex-Ministro da Finanças e líder do Rikken Minseito, Inoue Junnosuke, e o Diretor-Geral da Mitsui, Takuma Dan.

## Incidente
Em 15 de maio de 1932, os oficiais navais, auxiliados pelos cadetes do exército, além de civis da direita política (incluindo Shūmei Ōkawa, Mitsuru Tōyama, e Kosaburo Tachibana) planejaram sua própria tentativa de completar o que havia sido iniciado com o incidente do Ketsumeidan Jiken.
O Primeiro-Ministro Inukai Tsuyoshi foi atingido por onze jovens oficias da Marinha (a maioria tinha por volta de vinte anos) na residência oficial. As últimas palavras de Inukai foram Se eu pudesse falar, vocês entenderiam (話せば分かる, hanaseba wakaru), que foram respondidas pelos assassinos: O diálogo é inútil (問答無用, mondō muyō). O plano de assassinato original incluía a morte da estrela de cinema Charlie Chaplin, que estava de viagem ao Japão na época. Quando o primeiro-ministro foi morto, seu filho Inukai Takeru estava assistindo uma luta de sumô com Charlie Chaplin, que provavelmente salvou suas vidas.
Os revoltosos também atacaram a residência de Makino Nobuaki, o Guardião do Selo Privado, a residência e escritório de Kimmochi Saionji, líder do partido político Rikken Seiyukai, e jogaram granadas na sede do Banko Mitsubishi em Tóquio, além de algumas sub-estações de transformação elétrica.
Apesar da morte do primeiro-ministro, a tentativa de golpe de Estado não teve grandes consequências, e a rebelião se provou uma falha. Os participantes tomaram um táxi para o departamento de polícia e renderam-se ao Kempeitai sem resistência.

## Consequências
Os onze assassinos do primeiro-ministro Inukai foram sentenciados à morte. No entanto, antes do término de seu julgamento, uma petição chegou à corte contendo mais de 350 mil assinaturas em sangue, que foram realizadas por simpatizantes em todo o país a fim de clamar por uma sentença branda. Durante os procedimentos, os acusados usaram o julgamento como uma plataforma para proclamar sua lealdade ao Imperador e para angariar simpatia popular ao apelar pela reforma do governo e da economia. Além da petição, o tribunal também recebeu uma requisição de onze jovens de Niigata, pedindo para que eles fossem executados no lugar dos oficiais da Marinha, além de enviarem onze dedos cortados como um gesto de sua sinceridade.
A punição definida pelo tribunal foi extremamente leve, havendo um pouco de dúvida por parte da imprensa japonesa se os assassinos do Primeiro-Ministro Inukai seriam liberados em alguns anos, senão antes. O fracasso em punir severamente os arquitetos do Incidente de 15 de Maio erodiu ainda mais o estado de direito e o poder do governo democrático no Japão de confrontar os militares. Indiretamente, ele levou ao Incidente de 26 de Fevereiro e à ascensão do expansionismo japonês.